# Crosstown Traffic
Crosstown Traffic è un brano musicale scritto ed eseguito da Jimi Hendrix, è la terza traccia del primo lato dell'album Electric Ladyland.
La canzone è il secondo singolo estratto dall'album Electric Ladyland della Jimi Hendrix Experience. Il singolo raggiunse la posizione numero 52 della classifica Billboard Hot 100 negli Stati Uniti, e la numero 37 in Gran Bretagna.
A differenza di molte tracce presenti sull'album, il brano vede la partecipazione dei membri degli Experience al completo, con Hendrix, Noel Redding, e Mitch Mitchell. Hendrix suona anche il kazoo nell'introduzione della canzone. Il coro di sottofondo è opera di Redding e di Dave Mason dei Traffic.
Si tratta di un pezzo piacevolmente melodico ma dalla struttura alquanto elaborata, dove non è la sola chitarra di Hendrix a monopolizzare l'attenzione. La voce del cantato va all'unisono con il suono della Stratocaster ricordando lo stile scat dei cantanti jazz. Il generale ritmo incalzante della canzone rende l'inquietudine del brano e i suoi riferimenti testuali all'insopportabile tensione presente nelle grandi metropoli.

## Cover
Il brano è stato oggetto di numerose cover, tra i tanti che hanno reinterpretato il brano: Gil Evans, Charlie Daniels, i Red Hot Chili Peppers, e i Living Colour.